# 天主教普諾教區
天主教普諾教區（拉丁語：Dioecesis Puniensis）是秘魯一個羅馬天主教教區，屬阿雷基帕總教區。
教區成立於1861年10月7日，位於普諾大區中部和西南部。2004年有教友515,182人（佔轄區總人口85.0%）、四十四個堂區、卅二名司鐸。現任教區主教為喬治·伯多祿·卡里翁·帕夫利奇。